# Croacia en la Copa Mundial de Fútbol de 2002
La selección de Croacia fue uno de los 32 equipos participantes en la Copa Mundial de Fútbol de 2002, torneo que se llevó a cabo del 31 de mayo al 30 de junio en Corea del Sur y Japón.
Luego de su increíble debut en la Copa Mundial de Fútbol de 1998, donde alcanzó el tercer lugar, Croacia se consolidó dentro del ámbito europeo. Sin embargo, esta vez su actuación fue discreta, donde no lograron pasar la primera fase.
En el Grupo G, Croacia se enfrentó a México, Italia y Ecuador. En el primer partido ante los aztecas, Croacia manejó buena parte de este, mas los mexicanos lograron encajar un gol, por medio de la pena máxima anotado por Cuauhtémoc Blanco y el tri se llevaba los primeros tres puntos. Ante Italia, el desempeño croata fue bueno y los croatas lograron derrotar sorpresivamente a los italianos, finalizando el encuentro dos goles a uno con goles de Milan Rapaić y de Ivica Olić. En el último partido, Croacia debía obtener una victoria ante los ecuatorianos, ya que cualquier otro resultado, le daba el pase a segunda ronda a los italianos, que en paralelo jugaba contra los mexicanos. Ambos equipos generaron un tenso encuentro, en el que los croatas no lograron ganar y los ecuatorianos ganaron por 1 a 0, con el gol de Edison Méndez al 48'. En tanto Croacia quedó eliminada, al ubicarse en el tercer lugar de su grupo, superando justamente a los sudamericanos.

## Clasificación

### Grupo 6
| Equipo     | Pts | PJ | PG | PE | PP | GF | GC |
| ---------- | --- | -- | -- | -- | -- | -- | -- |
| Croacia    | 18  | 8  | 5  | 3  | 0  | 15 | 2  |
| Bélgica    | 17  | 8  | 5  | 2  | 1  | 25 | 6  |
| Escocia    | 15  | 8  | 4  | 3  | 1  | 12 | 6  |
| Letonia    | 4   | 8  | 1  | 1  | 6  | 5  | 16 |
| San Marino | 1   | 8  | 0  | 1  | 7  | 3  | 30 |

| Fecha                   | Lugar      |            |                       | Resultado |                       |            |
| ----------------------- | ---------- | ---------- | --------------------- | --------- | --------------------- | ---------- |
| 2 de septiembre de 2000 | Bruselas   | Bélgica    |                       | 0:0       |                       | Croacia    |
| 11 de octubre de 2000   | Zagreb     | Croacia    |                       | 1:1 (1:1) |                       | Escocia    |
| 24 de marzo de 2001     | Osijek     | Croacia    |                       | 4:1 (3:0) |                       | Letonia    |
| 2 de junio de 2001      | Varaždin   | Croacia    |                       | 4:0 (2:0) | Bandera de San Marino | San Marino |
| 6 de junio de 2001      | Riga       | Letonia    |                       | 0:1 (0:1) |                       | Croacia    |
| 1 de septiembre de 2001 | Glasgow    | Escocia    |                       | 0:0       |                       | Croacia    |
| 5 de septiembre de 2001 | Serravalle | San Marino | Bandera de San Marino | 0:4 (0:1) |                       | Croacia    |
| 6 de octubre de 2001    | Zagreb     | Croacia    |                       | 1:0 (0:0) |                       | Bélgica    |

### Goleadores
| Jugador           | Goles | PJ |
| ----------------- | ----- | -- |
| Bosko Balaban     | 5     | 8  |
| Davor Vugrinec    | 2     | 6  |
| Alen Bokšić       | 2     | 4  |
| Robert Prosinečki | 2     | 7  |
| Davor Šuker       | 1     | 5  |
| Goran Vlaović     | 1     | 4  |
| Niko Kovač        | 1     | 6  |
| Zvonimir Soldo    | 1     | 5  |

## Preparación

### Amistosos previos
| 13 de febrero de 2002 | Croacia | 0:0 (0:0) | Bulgaria | Stadion Kantrida, Rijeka, Croacia                        |                                                          |
|                       |         | Reporte   |          | Asistencia: 7,000 espectadores Árbitro(s): Darko Ceferin | Asistencia: 7,000 espectadores Árbitro(s): Darko Ceferin |

| 27 de marzo de 2002 | Eslovenia | 0:0 (0:0) | Croacia | Estadio Maksimir, Zagreb, Croacia                       |                                                         |
|                     |           | Reporte   |         | Asistencia: 1,0000 espectadores Árbitro(s): Zsolt Szabo | Asistencia: 1,0000 espectadores Árbitro(s): Zsolt Szabo |

| 16 de abril de 2002 | Croacia                     | 2:0 (1:0) | Bosnia y Herzegovina | Estadio Maksimir, Zagreb, Croacia |                            |
|                     | I.Olić 2', D.Šuker 52 Pen.' | Reporte   |                      | Árbitro(s): Stefan Messner        | Árbitro(s): Stefan Messner |

| 13 de mayo de 2002 | Hungría                        | 0:2 (0:2) | Croacia | PMFC Stadion, Pécs, Hungría |                            |
|                    | P. Dárdai 12 A.G', N.Kovač 24' | Reporte   |         | Árbitro(s): Fritz Stuchlik  | Árbitro(s): Fritz Stuchlik |

| 26 de mayo de 2002 | Toyama Dreams | 0:4 (0:2) | Croacia                                             | Toyama Athletic Recreation Park Stadium, Toyama, Japón |  |
|                    |               | Reporte   | N. Kovač 4' · Šuker 44' · Šerić 72' · Vlaović 90+2' |                                                        |  |

## Jugadores
| Nombre          | Posición       | Edad | PJ Sel | G | Club                    |
| --------------- | -------------- | ---- | ------ | - | ----------------------- |
| Filip Tapalović | Centrocampista | 25   | 3      | 0 | TSV 1860 Múnich         |
| Jerko Leko      | Centrocampista | 22   | 1      | 0 | Dinamo Zagreb           |
| Goran Sablić    | Defensa        | 22   | 3      | 0 | Hajduk Split            |
| Marko Babić     | Centrocampista | 21   | 1      | 0 | Bayer 04 Leverkusen     |
| Mladen Petrić   | Delantero      | 21   | 5      | 0 | Grasshopper Club Zürich |
| Jasmin Agić     | Centrocampista | 27   | 7      | 0 | Dinamo Zagreb           |
| Tomislav Marić  | Delantero      | 29   | 1      | 0 | VfL Wolfsburg           |

| #  | Nombre            | Posición       | Edad | PJ Sel | Club                        |
| -- | ----------------- | -------------- | ---- | ------ | --------------------------- |
| 1  | Stipe Pletikosa   | Portero        | 23   | 50     | Hajduk Split                |
| 2  | Anthony Šerić     | Mediocampista  | 24   | 36     | Hellas Verona               |
| 3  | Josip Šimunić     | Defensa        | 28   | 42     | Hertha BSC Berlin           |
| 4  | Stjepan Tomas     | Defensa        | 32   | 56     | Vicenza Calcio              |
| 5  | Milan Rapaić      | Defensa        | 28   | 52     | Fenerbahçe SK               |
| 6  | Boris Živković    | Mediocampista  | 26   | 24     | Bayer 04 Leverkusen         |
| 7  | Davor Vugrinec    | Defensa        | 30   | 80     | Unione Sportiva Lecce       |
| 8  | Robert Prosinečki | Mediocampista  | 25   | 33     | Portsmouth Football Club    |
| 9  | Davor Šuker       | Delantero      | 34   | 29     | TSV 1860 Munich             |
| 10 | Niko Kovač        | Mediocampista  | 31   | 58     | Bayern Munich               |
| 11 | Alen Bokšić       | Defensa        | 30   | 28     | Middlesbrough Football Club |
| 12 | Tomislav Butina   | Portero        | 28   | 4      | GNK Dinamo Zagreb           |
| 13 | Mario Stanić      | Defensa        | 30   | 48     | Chelsea Football Club       |
| 14 | Zvonimir Soldo    | Mediocampista  | 20   | 5      | VfB Stuttgart               |
| 15 | Daniel Šarić      | Mediocampista  | 28   | 13     | Panathinaikos Fútbol Club   |
| 16 | Jurica Vranješ    | Mediocampista  | 26   | 36     | Werder Bremen               |
| 17 | Robert Jarni 2.º  | Centrocampista | 33   | 20     | Panathinaikos Fútbol Club   |
| 18 | Ivica Olić        | Delantero      | 26   | 36     | NK Zagreb                   |
| 19 | Goran Vlaović     | Mediocampista  | 21   | 21     | Panathinaikos Fútbol Club   |
| 20 | Dario Šimić       | Mediocampista  | 27   | 14     | Internazionale Milano       |
| 21 | Robert Kovač      | Delantero      | 27   | 27     | Bayern Múnich               |
| 22 | Boško Balaban     | Delantero      | 24   | 13     | Aston Villa                 |
| 23 | Vladimir Vasilj   | Portero        | 32   | 28     | NK Zagreb                   |
| DT | Mirko Jozić       |                |      |        |                             |

## Participación
Primera fase
| Equipo  | Pts | PJ | PG | PE | PP | GF | GC | Dif |
| ------- | --- | -- | -- | -- | -- | -- | -- | --- |
| México  | 7   | 3  | 2  | 1  | 0  | 4  | 2  | 2   |
| Italia  | 4   | 3  | 1  | 1  | 1  | 4  | 3  | 1   |
| Croacia | 3   | 3  | 1  | 0  | 2  | 2  | 3  | -1  |
| Ecuador | 3   | 3  | 1  | 0  | 2  | 2  | 4  | -2  |

| 3 de junio de 2002, 15:30 | Croacia | 0:1 (0:0) | México            | Estadio del Gran Cisne de Niigata, Niigata         |                                                    |
|                           |         | Reporte   | Blanco 60' (pen.) | Asistencia: 32.239 espectadores Árbitro(s): Jun Lu | Asistencia: 32.239 espectadores Árbitro(s): Jun Lu |

| 8 de junio de 2002, 18:00 | Italia    | 1:2 (0:0) | Croacia               | Estadio Kashima, Ibaraki                                |                                                         |
|                           | Vieri 55' | Reporte   | Olić 73' · Rapaić 76' | Asistencia: 36.472 espectadores Árbitro(s): Graham Poll | Asistencia: 36.472 espectadores Árbitro(s): Graham Poll |

| 13 de junio de 2002 | Ecuador    | 1:0 (0:0) | Croacia | Estadio Internacional, Yokohama                            |                                                            |
|                     | Méndez 48' | Reporte   |         | Asistencia: 65.862 espectadores Árbitro(s): William Mattus | Asistencia: 65.862 espectadores Árbitro(s): William Mattus |